# Кряш-Шуранское сельское поселение
Кряш-Шуранское се́льское поселе́ние — муниципальное образование в Муслюмовском районе Татарстана Российской Федерации.
Административный центр — село Кряш-Шуран.

## История
Статус и границы сельского поселения установлены Законом Республики Татарстан от 31 января 2005 года № 30-ЗРТ «Об установлении границ территорий и статусе муниципального образования "Муслюмовский муниципальный район" и муниципальных образований в его составе».

## Население
| 2010 | 2011 | 2012 | 2013 | 2014 | 2015 | 2016 |
| ---- | ---- | ---- | ---- | ---- | ---- | ---- |
| 566  | ↘564 | ↘553 | ↘528 | ↘519 | ↘501 | ↘496 |
| 2017 | 2018 |      |      |      |      |      |
| ↘481 | ↘472 |      |      |      |      |      |

## Состав сельского поселения
| № | Населённый пункт | Тип населённого пункта       | Население |
| - | ---------------- | ---------------------------- | --------- |
| 1 | Каен-Саз         | село                         |           |
| 2 | Кряш-Шуран       | село, административный центр |           |
| 3 | Приют-Шуран      | деревня                      |           |
| 4 | Татарский Шуран  | деревня                      |           |
| 5 | Таш-Елга         | деревня                      |           |